# Straż Honorowa Sił Zbrojnych Republiki Słowackiej
Straż Honorowa Sił Zbrojnych Republiki Słowackiej  (słow. Čestná stráž Ozbrojených síl Slovenskej republiky, ČS OS SR) – jedna z dwóch jednostek reprezentacyjnych Słowackich Sił Zbrojnych.

## Historia
W wyniku reformy konstytucyjnej z 1968 roku przekształcającej Czechosłowację w federację postanowiono powołać reprezentacyjną jednostkę wojska w Bratysławie, która od 1 stycznia 1969 roku miała stać się stolicą Słowackiej Republiki Socjalistycznej. Rozkazem ministra obrony z 27 października 1968 roku oraz dowódcy Wschodniego Okręgu Wojskowego sformowano 318 Batalion Straży (318. strážny prápor) , którego głównym zadaniem było pełnienie wart honorowych i uczestniczenie w pogrzebach z udziałem wojska na terenie Słowacji oraz pełnienie obowiązków wartowniczych na terenie garnizonu Bratysława. Wraz z podziałem Czechosłowacji i uzyskaniem przez Słowację niezależności 318 Batalion Straży wszedł w skład słowackiej armii jako Pułk Zamkowej i Honorowej Straży (Pluk hradnej a čestnej stráže). Pułk składał się z dowództwa, sztabu, jednostek zabezpieczających oraz dwóch batalionów straży honorowej, po dwie kompanie każdy. 1 Batalion Straży Honorowej (1. prápor čestnej stráže), a od 1 marca 1993 Batalion Straży Zamkowej (Prápor Hradnej stráže) wykonywał obowiązki na rzecz Prezydenta, zaś 2 Batalion Straży Honorowej (2. prápor čestnej stráže), a od 1 marca 1993 roku po prostu Batalion Straży Honorowej (Prápor čestnej stráže) na rzecz pozostałych organów konstytucyjnych i najwyższego dowództwa wojskowego, zgodnie z ceremoniałem wojskowym . Pułk został rozformowany 1 sierpnia 2001 roku zaś bataliony stały się samodzielnymi jednostkami. Dotychczasowy Batalion Straży Zamkowej stał się Strażą Honorową Prezydenta podlegającą bezpośrednio Biuru Wojskowemu Prezydenta, zaś Batalion Straży Honorowej stał się Strażą Honorową Armii Republiki Słowackiej (Čestná stráž armády Slovenskej republiky)  podlegającą Dowództwu Garnizonu Bratysława . Wraz z utworzeniem 1 lipca 2002 roku Sił Zbrojnych Republiki Słowackiej, powstałych w wyniku połączenia Armii Republiki Słowackiej, Wojsk Ministerstwa Spraw Wewnętrznych oraz wojsk kolejowych, zmieniono nazwę jednostki na Straż Honorowa Sił Zbrojnych Republiki Słowackiej (Čestná stráž Ozbrojených síl Slovenskej republiky), która obowiązuje do dziś  . 1 lipca 2009 roku Straż Honorowa weszła w skład Dowództwa Garnizonu Bratysława .

## Zadania
Do jej głównych zadań należy :
- zabezpieczanie wydarzeń i uroczystości państwowych wymagających zgodnie z protokołem udziału wojskowej asysty honorowej,
- uczestnictwo w uroczystościach rocznicowych, upamiętniających zasłużonych oraz pogrzebowych o charakterze państwowym, samorządowym, społecznym czy religijnym,
- reprezentowanie słowackich sił zbrojnych poza granicami kraju.

Swoje zadania realizuje poprzez :
- wystawienie pełnego pododdziału wojskowego podczas ceremonii powitania najwyższych przedstawicieli obcych rządów przez prezydenta, premiera lub ministra obrony,
- wystawienie pododdziału w formie szpaleru podczas oficjalnych wizyt zagranicznych u prezydenta, premiera, przewodniczącego Rady Narodowej,
- uczestnictwo asysty honorowej podczas pogrzebów wojskowych którzy zginęli podczas służby lub emerytowanych wojskowych,
- składanie wieńców w miejscu pamięci w kraju i za granicą,
- uczestnictwo w paradach i galach wojskowych w kraju i za granicą,
- wystawienie warty honorowej.

## Umundurowanie i wyposażenie
Członkowie Straży Honorowej noszą dwa rodzaje mundurów reprezentacyjnych: mundur Straży Honorowej Sił Zbrojnych Republiki Słowackiej oraz historyczny mundur Straży Honorowej Sił Zbrojnych Republiki Słowackiej. Żołnierze wyposażeni są w czechosłowackie karabiny samopowtarzalne Pu vz. 52/57 z nasadzonymi bagnetami w wariantach chromowanych i czarnych lub w szable vz. 98 .

### Mundur Straży Honorowej Sił Zbrojnych Republiki Słowackiej
Mundur Straży Honorowej składa się z kurtki koloru bladozielonego, białej koszuli, ciemnozielonych spodni i krawatu oraz czarnych trzewików z gwoździami ochronnymi. W zależności od warunków pogodowych można zakładać również lekki płaszcz lub płaszcz zimowy, oba w kolorze bladozielonym. Zarówno kurtka, jak i płaszcze zapinane są na złote guziki, a na ich ramionach przyszywa się naszywki z otoczonymi złotymi gałązkami lipy herbami Słowacji (na lewym) i Bratysławy (na prawym), nad którymi umieszczone są naszywki ze złotym napisem ČESTNÁ STRÁŽ na czerwonym tle. Pod prawe ramię zarówno kurtki, jak i płaszczy zakłada się pętle złotych sznurów galowych. Mundur przepasuje się złotym pasem z herbem Słowacji na klamrze. Uzupełnieniem stroju są białe rękawiczki i bladozielona czapka garnizonowa. Do płaszcza zimowego zakłada się również biały szalik, a czapkę garnizonową można zastąpić futrzaną. Na obu czapkach umieszczony jest złoty patynowany emblematem sił zbrojnych .
W latach 1993–2015 Straż Honorowa wystawiała również pododdziały ubrane w ciemnozielone mundury wojsk lądowych z ciemnozielonymi beretami z insygniami wojsk zmechanizowanych oraz w mundury sił powietrznych z bladoniebieską kurtką oraz ciemnoniebieskimi spodniami, krawatem i furażerką .

### Historyczny mundur Straży Honorowej Sił Zbrojnych Republiki Słowackiej

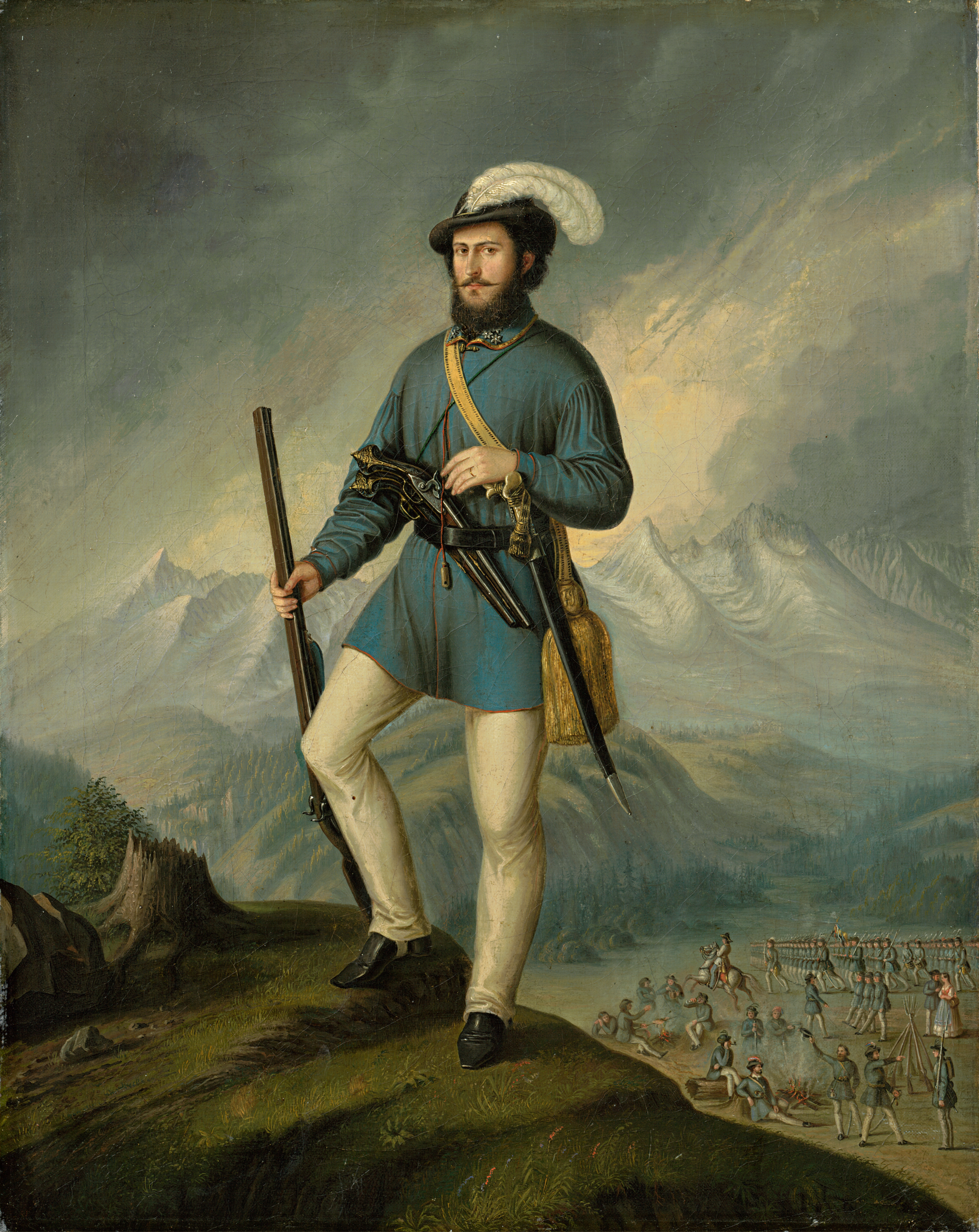
Portret Jána Francisci jako kapitana ochotników pędzla Petera Bohúňa

Historyczny mundur Straży Honorowej jest imitacją munduru ochotników z Słowackiego Korpusu Ochotniczego walczących w powstaniu słowackim w 1848 roku. 150 rocznica powstania, a także uczestnictwo słowackich wojskowych w międzynarodowych pielgrzymkach żołnierzy do sanktuarium w Lourdes, podczas których oddziały reprezentacyjne z różnych krajów prezentowały się w swoich historycznych mundurach stało się inspiracją do stworzenia na potrzeby słowackiego wojska munduru historycznego. Jednym z głównych postulatorów był gen. Ján Repaský. Mundur zaprojektowała projektantka scenografii Ľubica Jarjabková przy współpracy z projektantką scenografii i kostiumów Heleną Jurikovičovą. Autorki wzorowały się na stroju powstańców, który składać się miał z lekkiego sznurowanego płaszcza, jasnoszarych spodni i okrągłego kapelusza, w tym duże znaczenie miał obraz Petera Bohúňa przedstawiający portret Jána Francisci jako kapitana ochotników oraz mundurem huzarów, którzy rekrutowani byli często nie tylko z Węgrów, ale i Słowaków. Kolorystyka i motywy haftów inspirowane były słowackim strojem ludowym .
Mundur historyczny składa się z niebieskiego, szamerowanego białą pasmanterią dolmanu (kurtki) oraz szarych, cyfrowanych (ozdobionych parzenicami) rajtuz (spodni) z lampasem koloru niebieskiego dla żołnierzy i czerwonego dla dowódców . Dystynkcje poszczególnych stopni wojskowych umieszczone są na patkach . Uzupełnieniem stroju jest przeplatany pas-szarfa z doczepionym białym lub złotym sznurem zakończonym chwostem, szabeltas bogato zdobiony z inicjałami SR (od Slovenská republika) zawieszony na rapciach, czarne, skórzane buty typu węgierskiego z cholewami z wycięciem, wykończone lamówką i chwostami oraz czarny kłobuk (kapelusz) wykonany z filcu z królika  . Kapelusz ma skórzaną podpinkę zapinaną na metalową klamerkę pod brodą . Ogłowie tuż powyżej linii zgięcia ronda obszyte jest srebrną wstążką . Kapelusz ozdobiony jest również białym strusim piórem przypiętym nad czołem złotym patynowanym emblematem sił zbrojnych  . Wersja zimowa uzupełniona jest o zakładany na wierzch niebieski, szamerowany białą pasmanterią mentyk z patynowanymi na stare srebro guzikami i brzegami obszytymi białym barankiem, zaś w wersji przejściowej (wiosenno-jesiennej) mentyk zarzucany jest jedynie na lewe ramię .

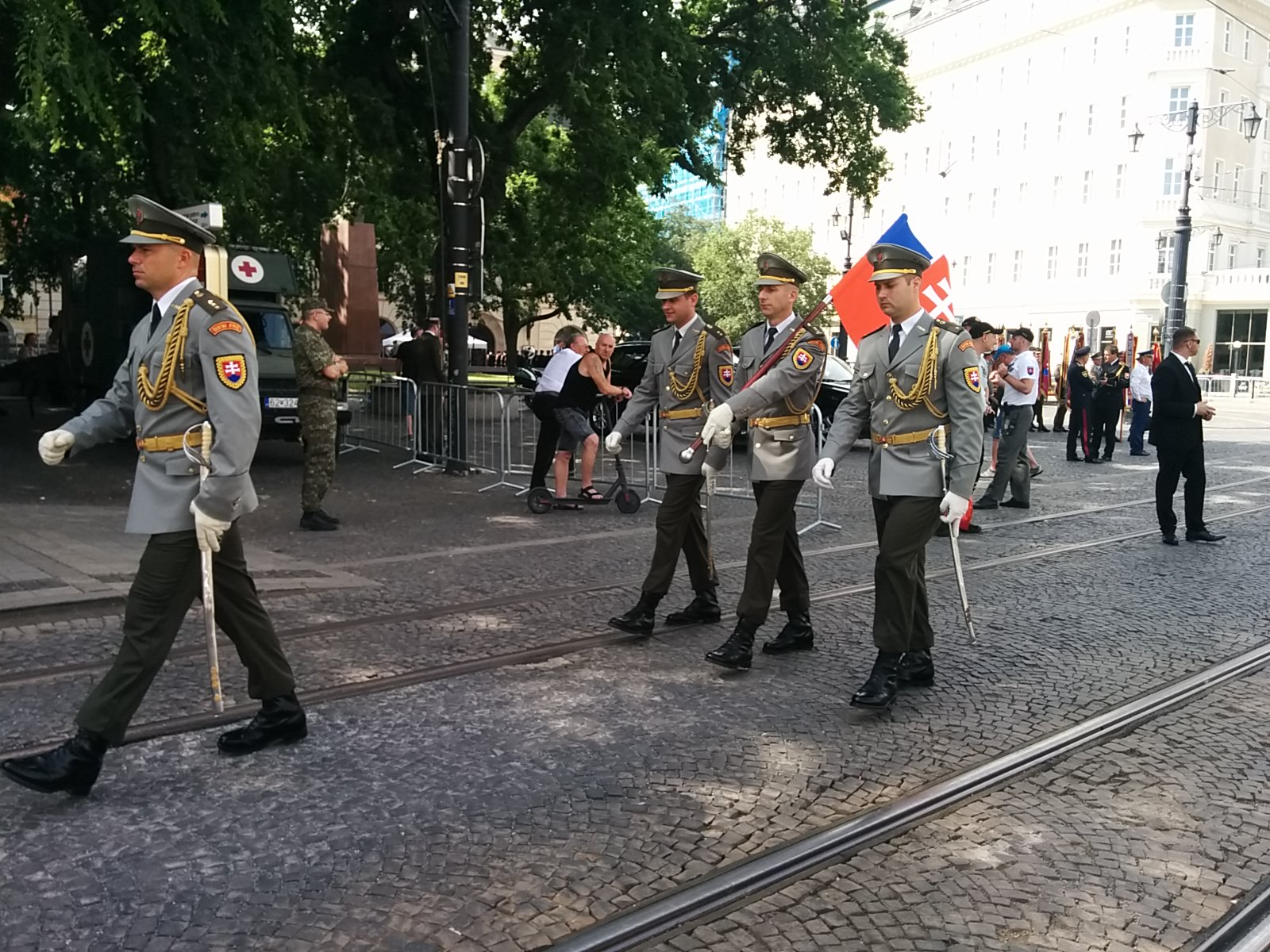
Poczet Straży z flagą Słowacji
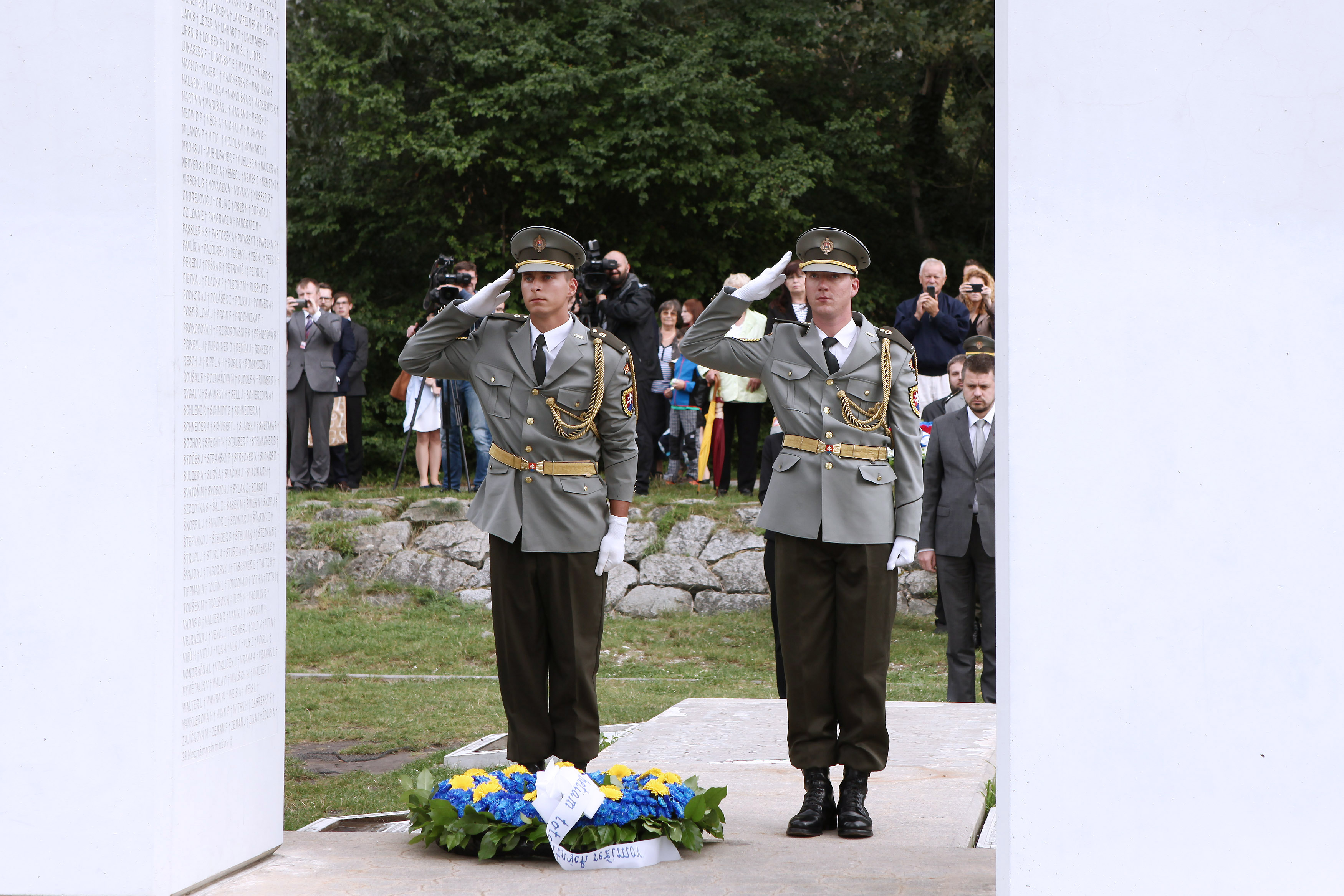
Złożenie kwiatów przed pomnikem
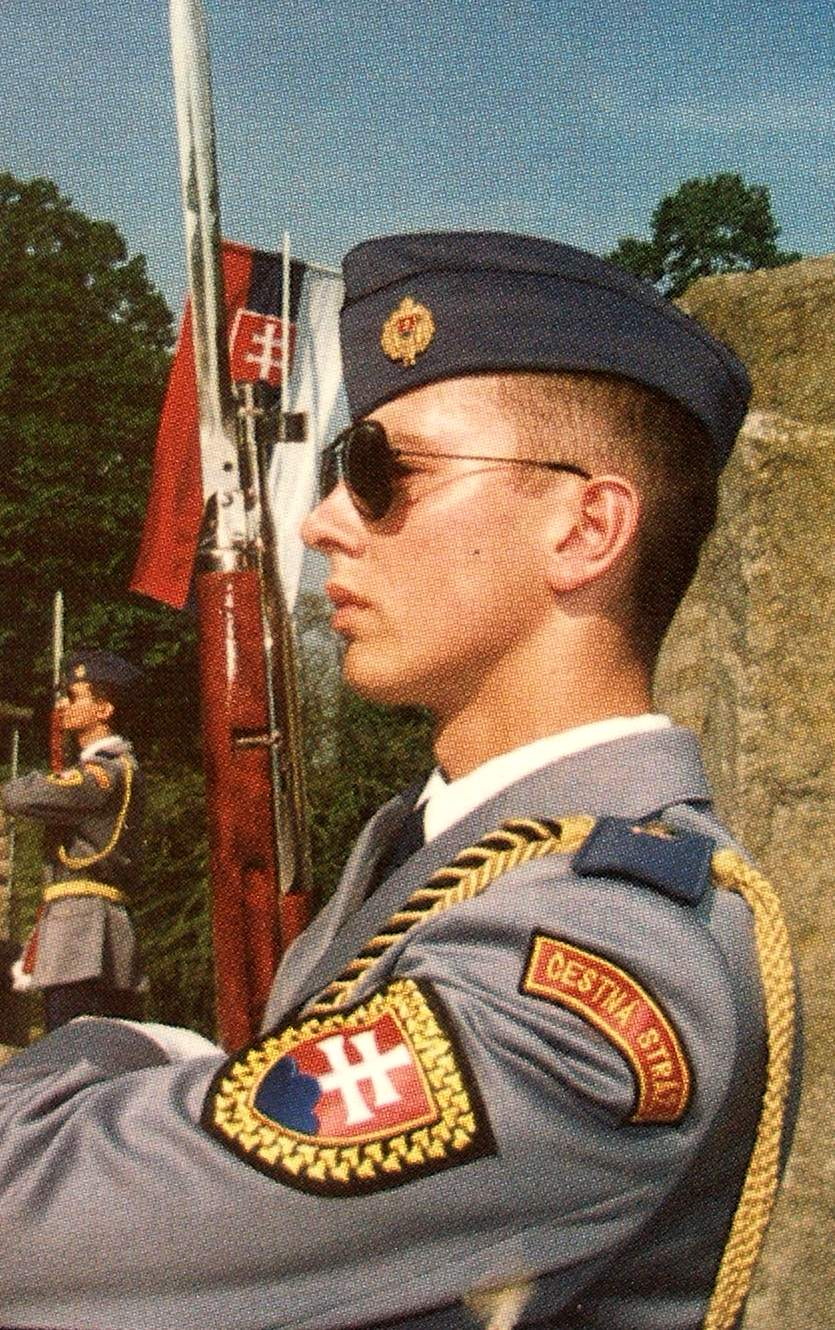
Warta honorowa w mundurach lotników używanych przez Straż do 2015 roku
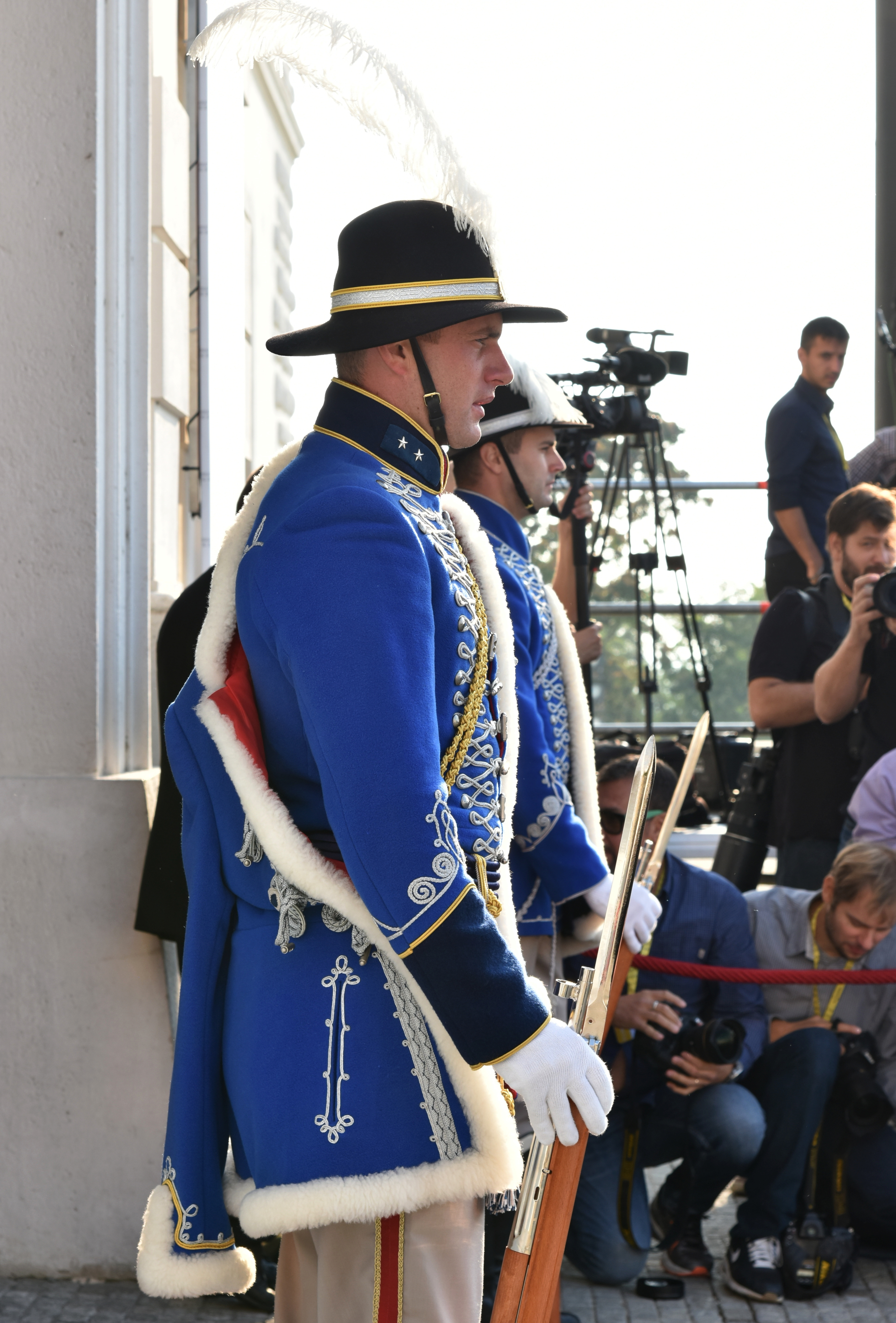
Strażnik w mundurze historycznym
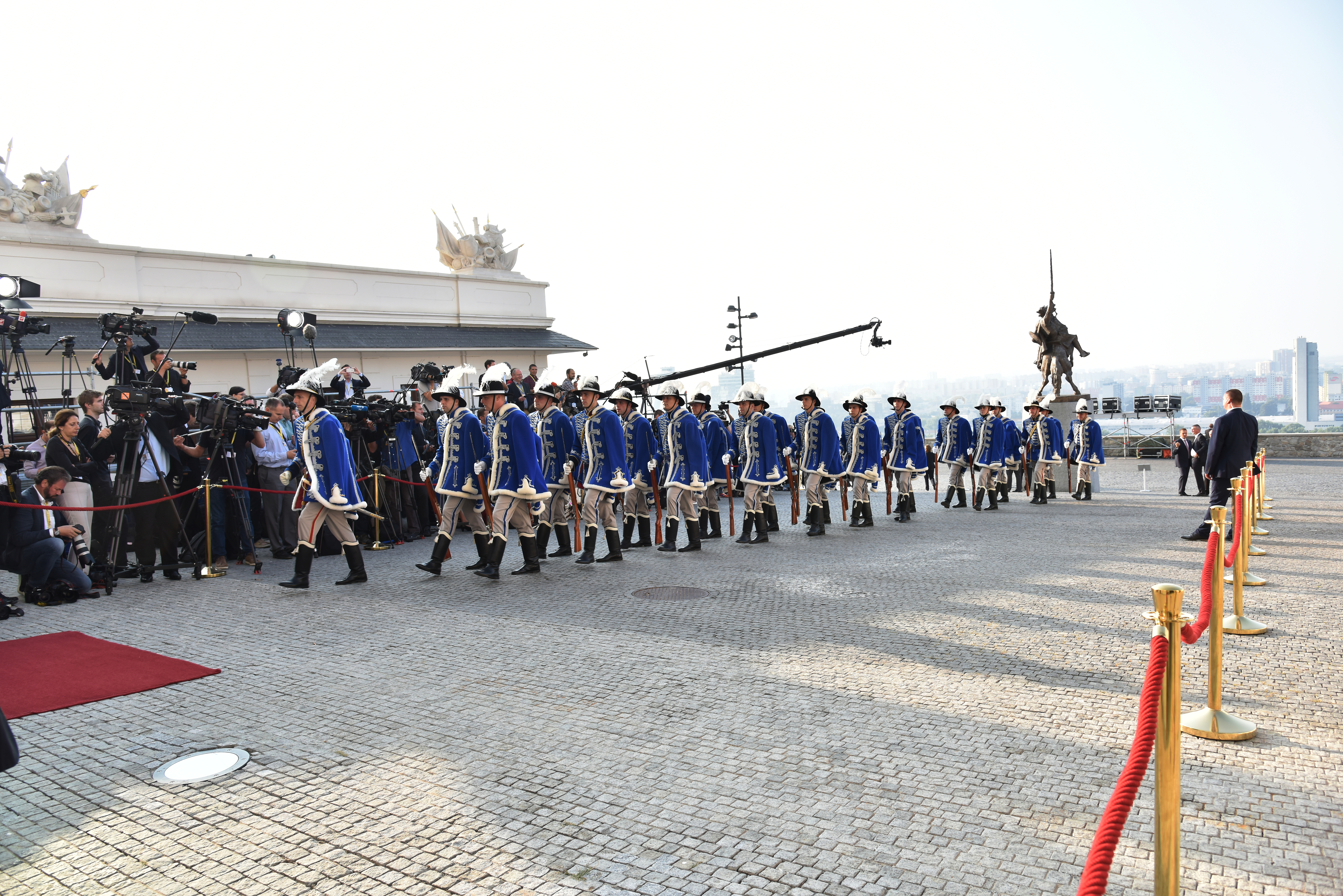
Pododdział w mundurach historycznych

## Dowódcy
- plk. Ing. Jozef Kubaľa (2001)[5]
- pplk. Ing. Pavel Engler (2002-2004)[19] [5] [7]
- pplk. Ing. Miroslav Ištván (2004-2010)[19] [7] [8]
- pplk. Ing. Roman Grnáč (2010-2014)[19] [8]
- pplk. Ing. Walter Teiml (2014-2016)[19] [8]
- pplk. Ing. Miroslav Arnold (2016-2018)[19] [8]
- pplk. Ing. Branislav Fraňo (od 2018)[19] [8]